# Lewan Berianidze
Lewan Berianidze (gruz. ლევან ბერიანიძე; ur. 10 października 1990) – gruziński zapaśnik walczący w stylu wolnym, reprezentujący Armenię od 2015 roku. Olimpijczyk z Rio de Janeiro 2016, gdzie zajął piąte miejsce w kategorii 125 kg.
Brązowy medalista mistrzostw świata w 2015 i 2017, a także mistrzostw Europy w 2017. Piąty na igrzyskach europejskich w 2015. Trzeci na MŚ i ME juniorów w 2008. Wygrał plażowe MŚ w 2011 roku.